# Julia Jentsch
Julia Jentsch (Berlijn, 20 februari 1978) is een Duits theater- en filmactrice.

## Carrière
Jentsch begon haar carrière als actrice in de theaterwereld. Ze stond onder meer op de planken bij de Münchner Kammerspiele in de stukken Othello, Lulu Live en Troilus and Cressida onder regie van Luk Perceval.
In 2004 was ze te zien in Die fetten Jahre sind vorbei (Engels: The Edukators), een film van Hans Weingartner die een nominatie kreeg voor een Gouden Palm op het Filmfestival van Cannes. De grote doorbraak kwam er een jaar later toen ze de rol van Sophie Scholl in Sophie Scholl - die letzten Tage speelde. Ze won voor deze vertolking de Zilveren Beer als "beste actrice" op het Internationaal filmfestival van Berlijn, de prijs voor "beste actrice" en de Jameson People's Choice Award op de Europese Filmprijzen en de prijs als "beste actrice" bij de uitreiking van de Deutscher Filmpreis. De film ontving tevens een nominatie voor "beste buitenlandse film" tijdens de 78ste Oscaruitreiking. Zowel in 2004 als in 2005 won ze de Preis der deutschen Filmkritik in de categorie "beste actrice".
In 2009 was ze te zien als Effi in de film Effi Briest en in 2010 in de jeugdfilm Hier kommt Lola!.

## Filmografie (selectie)
- 1999: Zornige Küsse
- 2001: Julietta - Es ist nicht wie du denkst
- 2001: Mein Bruder, der Vampir
- 2001: Dr. Sommerfeld - Neues von Bülowbogen - Zwischen Baum und Borke
- 2001: Die Verbrechen des Professor Capellari
- 2001: Die Erpressung - Ein teuflischer Pakt
- 2002: Und die Braut wusste von nichts
- 2003: Bloch - Tausendschönchen
- 2004: Die fetten Jahre sind vorbei (The Edukators)
- 2004: Tatort - Bitteres Brot (televisieserie)
- 2004: Der Untergang
- 2004: Die fetten Jahre sind vorbei
- 2005: Schneeland
- 2005: Sophie Scholl - die letzten Tage
- 2006: Kronprinz Rudolfs letzte Liebe
- 2006: Obsluhoval jsem anglického krále
- 2007: Frühstück mit einer Unbekannten
- 2008: 33 Szenen aus dem Leben
- 2009: Effi Briest
- 2009: Tannöd
- 2010: Hier kommt Lola!
- 2011: Die Summe meiner einzelnen Teile
- 2012: The Strange Case of Wilhelm Reich
- 2012: Hannah Arendt
- 2013: Kokowääh 2
- 2013: Sovsem ne prostaya istoriya (Совсем не простая история)
- 2014: Kommissar Marthaler – Partitur des Todes
- 2014: Die Auserwählten
- 2014: Monsoon Baby
- 2015: Da muss Mann durch
- 2015: Kommissar Marthaler – Ein allzu schönes Mädchen
- 2015: Kommissar Marthaler – Engel des Todes
- 2016: Auf einmal
- 2016: 24 Wochen
- 2016: Die Habenichtse
- 2017: I'm Endless Like the Space
- 2017: Das Verschwinden
- 2018: Der Pass (televisieserie, seizoen 1)
- 2019: Frau Mutter Tier
- 2019: Waren einmal Revoluzzer
- 2020: Lindenberg! Mach dein Ding
- 2020: Ostfrieslandkrimis - Ostfriesengrab (televisieserie)
- 2021: Ostfrieslandkrimis - Ostfriesenangst (televisieserie)
- 2021: Monte Verità – Der Rausch der Freiheit
- 2022: Der Pass (televisieserie, seizoen 2)
- 2022: Ostfrieslandkrimis - Ostfriesensühne (televisieserie)
- 2022: Das weiße Schweigen (televisiefilm)
- 2023: Der Pass (televisieserie, seizoen 3)

## Theaterrollen
- 1996/97: Gretchen in Urfaust van Johann Wolfgang von Goethe – Regie: Heiner Neumann (Freie Bühne Witzleben)
- Rol in Die Perser von Aischylos – Regie: Angelika Waller (bat Berlin)
- 2000: Julia in Blaubart – Hoffnung der Frauen van Dea Loher – Regie: Heiner Neumann (Maxim-Gorki-Theater Berlin)
- 2001–2006: Marion in Dantons Tod van Georg Büchner – Regie: Lars-Ole Walburg (Münchner Kammerspiele)
- 2001–2006: Tochter in Bedbound van Enda Walsh – Regie: Monika Gintersdorfer (Münchner Kammerspiele)
- 2002–2006: Elektra in Orestie van Aischylos – Regie: Andreas Kriegenburg (Münchner Kammerspiele)
- 2002–2009: Desdemona in Othello van William Shakespeare – Regie: Luk Perceval (Münchner Kammerspiele)
- 2004: Antigone in Antigone van Sophokles – Regie: Lars-Ole Walburg (Münchner Kammerspiele)
- 2004: Brunhilde in Die Nibelungen van Friedrich Hebbel – Regie: Andreas Kriegenburg (Münchner Kammerspiele)
- 2005–2006: Lulu in Lulu live van Feridun Zaimoğlu, Günter Senkel (naar Frank Wedekind) – Regie: Luk Perceval (Münchner Kammerspiele)
- 2005–2006: Helene in Vor Sonnenaufgang van Gerhart Hauptmann – Regie: Thomas Ostermeier (Münchner Kammerspiele)
- 2005–2006: Die zehn Gebote gebaseerd op het filmscript voor de filmcyclus Dekalog door Krzysztof Piesiewicz und Krzysztof Kieślowski – Regie: Johan Simons (Münchner Kammerspiele)
- 2009: Desdemona in Othello van William Shakespeare – Regie: Luk Perceval (Thalia Theater Hamburg)
- 2006: Jo in Der bittere Honig van Shelagh Delaney – Regie: Peter Zadek (St. Pauli Theater Hamburg)
- 2009: Barbara Undershaft in Major Barbara van George Bernard Shaw – Regie: Peter Zadek (Schauspielhaus Zürich)
- 2009: Cressida in Troilus und Cressida van Luk Perceval (Münchner Kammerspiele)
- 2013: Maggie in Die Katze auf dem heißen Blechdach van Tennessee Williams – Regie: Stefan Pucher (Schauspielhaus Zürich)

## Hoorspelen
- 2011: Egzon von Björn Bicker. BR-hoorspel en mediakunst. Als podcast/download in de BR Hörspiel Pool.
- 2011/2012: Die Abschaffung der Arten. Shortcut von Dietmar Dath. BR-hoorspel en mediakunst. Als podcast/download in de BR Hörspiel Pool.

- Bibsys: 5090803
- Biblioteca Nacional de España: XX1740318
- Bibliothèque nationale de France: cb150552041 (data)
- Catàleg d'autoritats de noms i títols de Catalunya: 981058509690806706
- CiNii: DA16569541
- Gemeinsame Normdatei: 130318213
- International Standard Name Identifier: 0000 0001 1449 9728
- Library of Congress Control Number: no2006123257
- MusicBrainz: e409d20c-0174-485a-b353-64b330df6516
- Nationale Bibliotheek van Tsjechië: js20060929015
- Nationale bibliotheek van Australië: 41098227
- Nationale Bibliotheek van Israël: 987007445115505171
- Nationale Bibliotheek van Polen: a0000002283352
- Nederlandse Thesaurus van Auteursnamen: 288516370
- Réseau des bibliothèques de Suisse occidentale: 02-A016592362
- Système universitaire de documentation: 114223319
- Virtual International Authority File: 84254462
- WorldCat: E39PBJdWRKCxcMWvmXmvFTB773